# KHOU

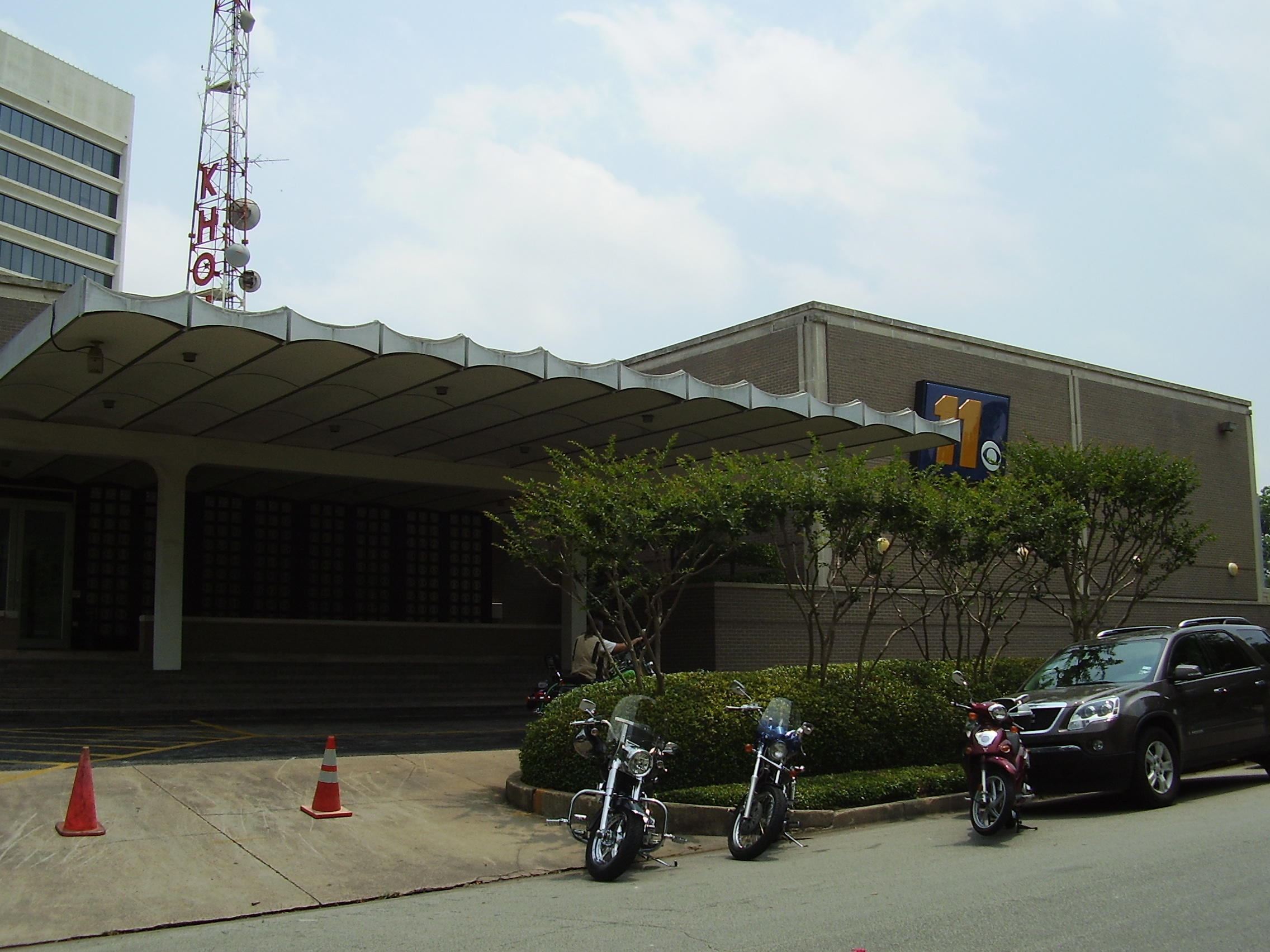
KHOU-TV

KHOU-TV est une station de télévision américaine située à Houston, dans l'état du Texas appartenant à Tegna Inc. et affiliée au réseau CBS. Ses studios sont situés sur la rue Allen Parkway dans le quartier Neartown, et son émetteur de 25 kW est située dans le Comté de Fort Bend, près de Missouri City.

## Télévision numérique terrestre
| Canal virtuel | Image | Ratio | Programmation                          |
| ------------- | ----- | ----- | -------------------------------------- |
| 11.1          | 1080i | 16:9  | Programmation principale KHOU / CBS HD |
| 11.2          | 480i  | 4:3   | Bounce TV                              |
| 11.3          | 480i  | 16:9  | Justice Network (en)                   |
| 11.4          | 480i  | 16:9  | Quest (en)                             |